# Membranipora arcifera
Membranipora arcifera är en mossdjursart som beskrevs av Canu och Bassler 1929. Membranipora arcifera ingår i släktet Membranipora och familjen Membraniporidae. Inga underarter finns listade i Catalogue of Life.